# Palácio dos Condes de Ficalho
O Palácio dos Condes de Ficalho, também referido como Palácio Ficalho, Palácio dos Melos e  Casa do Castelo, localiza-se na freguesia de Serpa (Salvador e Santa Maria), município de Serpa, distrito de Beja, no Alentejo, em Portugal.

## História
Este palácio foi edificado no século XVII por iniciativa de D. Francisco de Melo.
Encontra-se classificado como Monumento Nacional conforme publicado no Diário da República de 20 de abril de 2007.